# Ținutul Taman
Ținutul Taman (în rusă Таманский отдел), până în 1910 Ținutul Temriuk (în rusă Темрюкский отдел), a fost o unitate administrativ-teritorială (otdel) din regiunea Kuban a Imperiului Rus, constituită în 1869. Centrul administrativ al ținutului a fost orașul Temriuk (actualmente Slavianskaia). Populația ținutului era de 342.976 locuitori (în 1897).

## Istorie
Ținutul Taman a fost creat în 1869, ca parte a regiunii Kuban. În 1924, „otdel-ul” a fost desființat prin includerea sa în regiunea Kuban-Marea Neagră.

## Geografie
Ținutul Taman ocupa o suprafață de 14.152 km² (13.266 de verste). În nord se învecina cu ținutul Eisk și Marea Azov, în est cu ținuturile Kavkaz și Ekaterinodar, iar în sud și vest cu gubernia Mării Negre, respectiv Marea Neagră.

## Populație
La recensământul populației din 1897, populația ținutului era de 342.976 de locuitori, dintre care:
| Grup etnic           | Populație | % Procentaj |
| -------------------- | --------- | ----------- |
| Maloruși (ucraineni) | 257.918   | 75,2%       |
| Velicoruși (ruși)    | 58.660    | 17,1%       |
| Greci                | 13.812    | 4,0%        |
| Moldoveni [români]   | 3.393     | 1,0%        |
| Germani              | 2.335     | 0,7%        |
| Armeni               | 2.078     | 0,6%        |
| alții                | 4.780     |             |

## Diviziuni administrative
În anul 1913, Ținutul Taman cuprindea 9 voloste (ocoale) și 41 de stanițe.

## Vezi și
- Moldavanskoe, colonie înființată de țăranii moldoveni din gubernia Basarabia în 1872, în cadrul respectivului ținut.